# Sphoeroides lispus
Sphoeroides lispus är en fiskart som beskrevs av Walker 1996. Sphoeroides lispus ingår i släktet Sphoeroides och familjen blåsfiskar. IUCN kategoriserar arten globalt som livskraftig. Inga underarter finns listade i Catalogue of Life.